# Ветурия
Вижте пояснителната страница за други личности с името Ветурия.
Ветурия (на латински: Veturia) е легендарна римска матрона от 6 век пр.н.е. Произлиза от патриции фамилията Ветурии.
Преди 527 пр.н.е. тя ражда своя син генерал Гней Марций Кориолан, който е изгонен от Рим през 494 пр.н.е. и започва война против града. По нейна и на снаха ѝ Виргилия молби той прекратява войната.